# Jan van Ruusbroec
Jan van Ruusbroec (født 1293 eller 1294 i Ruisbroek i Flandern, død 2. december 1381 i Groenendael kloster) var en klosterleder, skribent og mystiker fra Flandern. Han var en af de vigtigste eksponenter for nederlandsk kristen mystik i middelalderen. Jan er også en helgen, efter at han i 1908 blev helligkåret af Pius X.

## Liv og virke

### Baggrund
Jan van Ruusbroec kom fra landsbyen med samme navn uden for Bruxelles. Hans fromme moder opdrog ham i den katolske tro; om faderen ved man intet. Da han var 11 år gammel, forlod han moderen uden forvarsel for at begive sig til sin onkel, Jan Hinckaert, en regularkanoniker ved St. Gudula-kirken i Bruxelles. Hinckaert levede i pagt med sin apostoliske overbevisning med en anden kannik, Frans van Coudenberg. Denne onkel sørgede for Ruysbroeck uddannelse.
Hans moder fulgte efter ham til Bruxelles og trådte ind i et béguinage der. Hun døde kort før sønnen blev præsteviet.

### Præst
Han blev præsteviet i 1317 eller i 1318, og virkede som præst i Bruxelles til han var omkring 50 år gammel uden nogen formel uddannelse. Senere grundlagde han i 1343 Groenendael kloster i Zoniënskoven uden for Bruxelles, hvilket blev optaget i augustinerkorherreordenen i 1349.
Hans forfatterskab omfatter blandt andet Det åndelige bryllups smykke (Die Chierheit der gheesteliker Brulochtt) og Forklaringens lille bog. hans tanker om mysikken bygger på Augustins treenighedslære og har lighedstræk med Mester Eckharts "treenighedsmystik" men med stærkere indslag af kærlighedsmotivation og den såkaldte "brudemystik".
Jan van Ruusbroec regnes, ved siden af Hadewijch fra Antwerpen, som den mest betydningsfulde forfatter på middelnederlandsk sprog. Hans traktater rettede sig frem for alt til gejstlige, som ikke beherskede latin.
Jan van Ruusbroec fik tilnavnet doctor ecstaticus på grund af, at hans skrifter var så inderlige og så fuldstændig imod og fri fra eksternaliteter i det religiøse Ruusbroec. Han var dicipel af Mester Eckhart. Blandt de mange som han øvede direkte innflytelse åndelig på, var Geert Grote (grundlæggeren af Brødrene af Fælleslivet), Johannes Tauler og senere Hendrik Herp.

## Oversættelser på norsk
- Jan van Ruusbroec. Det åndelige bryllups smykke. Oversatt fra middelnederlandsk av Kåre Langvik-Johannessen. Solum, 1995 ISBN 82-560-0944-6
- Jan van Ruusbroec. «Forklaringens lille bok». I: antologien Vestens mystikk, 2005